# Fundația Universitară Constantin N. Vasiliu Bolnavu

Sediul Fundației Universitare și al Căminului pentru studenți Vasiliu Bolnavu din Piața Amzei.

Extras din actul de întemeiere a Fundației.

Binecuvântarea patriarhului Miron Cristea la sfințirea Fundației și Căminului pentru studenți.

Fundația Universitara Constantin N. Vasiliu Bolnavu a fost o instituție de binefacere care a avut drept scop promovarea și ajutorarea elitelor intelectuale românești, fondată de Constantin N. Vasiliu Bolnavu. Fundația a fost înființată prin lege, proiectul fiind prezentat în Senatul României pe 13 decembrie 1923 de către dr. Constantin I. Angelescu, Ministrul Instrucțiunii Publice. În discuțiile din Parlament, Ioan Bianu și Ermil Pangrati au salutat această inițiativă privată, subliniind penuria locurilor de cazare în București pentru studenții din provincie lipsiti de mijloace materiale. Această lipsă era resimțită acut mai ales în contextul sosirii tinerilor ardeleni, basarabeni și bucovineni dornici de a urma studii universitare în capitala României Mari.

## Dotarea Fundației
La scurt timp după înființare, fondatorul donează Fundației suma, impresionantă pentru acele vremuri, de douăsprezece milioane lei, sumă ce o depășea pe cea alocată în bugetul național pentru cazarea studenților în cămine. Cu această donație a cumpărat în Piața Amzei din București imobilul în care s-a amenajat sediul Fundației, ce cuprindea "Căminul pentru studenți Vasiliu Bolnavu", o sală de conferințe, o bibliotecă și o editură proprie. Contribuția fondatorului nu s-a oprit aici, în afara unui stipendiu permanent el înzestrând ulterior Fundația cu o mare proprietate la marginea Bucureștiului în zona Dudești Cioplea, ale cărei cariere de materiale de construcții erau destinate completării veniturilor proprii ale instituției de binefacere. La data de 27 decembrie 1928, Constantin N. Vasiliu Bolnavu donează 575 hectare în apropiere de Sinaia, dintre care 75 hectare lotizate în vederea construirii unei stațiuni de odihnă și creație pentru personalități ale culturii și științei românești. Donația a fost acceptată în numele Fundației de către Nicolae Iorga, efor al acestei instituții în calitatea sa de Rector al Universității din București.
„Închinând și această danie națiunii și culturii Neamului Românesc, rugămintea mea se înalță ca un imn de laudă și mulțumire către Dumnezeu A-Tot-Puternicul care mi-a ajutat în toate și prin puterea de muncă ce mi-a dat am putut să adaug la celelalte binefaceri încă un prisos al muncii mele pentru binele și înălțarea culturală a neamului meu român, spre mulțumirea mea și a tuturor. Întru aceasta rog pe toți bunii români, oameni de bine și iubitori de țară, ca și pe urmașii nostri să dea binevoitorul lor concurs pentru ocrotirea și păstrarea acestui patrimoniu și să aducă la îndeplinire această a mea nestrămutată dorință. ”— C. N. Vasiliu Bolnavu, act de donație din 27 decembrie 1928

## Bursieri ai Fundației
Mulți studenți bursieri ai Fundației au avut o carieră remarcabilă, unii dintre aceștia ajungând membri ai Academiei Române. Printre studenții bursieri ai Fundației s-au numărat:
- Felician Brânzeu, fondatorul catedrei de limba română a Universității din Istanbul
- Boris Cazacu
- Emil Cioran[4]
- Miron Constantinescu[5]
- Constantin Drâmbă
- Valentin Al. Georgescu
- Victor Isac poet, președinte al Tineretului Național Țărănist
- Paul Păltănea

În luna februarie 1945, studenții cazați în Căminul Vasiliu Bolnavu și cei din Căminul Stănescu participă în Piața Palatului Regal la o manifestație spontană de protest contra Conferinței de la Yalta, în sprijinul Regelui Mihai și de susținere a guvernului  generalului Nicolae Rădescu.
În afara prelegerilor pe care Nicolae Iorga le-a susținut cu regularitate în sala Fundației, multe alte personalități au susținut conferințe de referință în acest for, între care:
- Gheorghe Marinescu, Despre eugenie, 1936, în care propunea introducerea unui carnet individual de sănătate pentru ca medicul specialist să fie informat asupra antecedentelor pacientului.[7]
- Mircea Vulcănescu, Omul românesc, 1937.[8]

Lucrări publicațe la editura "Publicațiile Fundației Universitare C.N. Vasiliu Bolnavu":
- Valentin Al. Georgescu, "Repertoriul jurisprudențial al regimului valutar în România 1932-1942"